# چوئبده
چوئبده، شهری در بخش مرکزی شهرستان آبادان در استان خوزستان ایران است.
چوئبده در تاریخ ۶ آذر ۱۳۸۶ از روستا به شهر تبدیل شد.
این شهر بندری به صورت نواری به طول ۱۱ کیلومتر در حاشیه رودخانه بهمن‌شیر در ۳۵ کیلومتری جنوب جزیره آبادان شکل گرفته است.
وجود نخلستان‌های سرسبز و زیبا، رودخانه بهمنشیر و خورهای گوبان و گوارین که از زیباترین سواحل منطقه به‌شمار می‌روند، از ویژگی‌های طبیعی برجسته شهر چوئبده است.

## پیشینه
بندر تجاری چوئبده در سال ۱۳۷۰ تا ۱۳۷۵ خورشیدی ساخته شد. این شهر در شکست حصر آبادان نقش راهبردی داشته و به همین دلیل به دروازه شکست حصر آبادان معروف است.
این شهر پس از جنگ مورد فراموشی قرار گرفت تا اینکه با توسعه فعالیتهای لنج‌ها و حضور گمرک در بندر بجز فعالیتهای صیادی، امکان ورود کالاهای ملوانی معروف به ته لنجی امکانپذیر شد.

## جمعیت
بر پایه سرشماری عمومی نفوس و مسکن در سال ۱۳۹۵، جمعیت شهر چوئبده برابر با ۷٬۹۰۶ نفر (۲٬۱۰۰ خانوار) بوده است.